# شیخ محمود ورامینی
شیخ محمود ورامینی امامزاده‌جعفری از روحانیون مخالف جنبش مشروطه و طرفدار محمدعلی شاه بود. وی در تحصن سال ۱۲۸۶ مخالفان مشروطه در مقابل مجلس شورای ملی همراه با گروه انبوهی از ورامین به میدان توپخانه آمده بود. این تحصن که شیخ فضل‌الله نوری، سید علی‌آقا یزدی، ملامحمد آملی و سیدمحمد یزدی (اکبرشاه) از دیگر رهبران آن بودند به شکست انجامید اما شیخ محمود در ورامین شورش علیه مشروطه و مجلس شورای ملی را ادامه داد به طوری‌که معروف شده بود محمدعلی شاه در حال آماده کردن سپاهی بزرگ در ورامین برای برانداختن مشروطه است. شورش ورامین به جایی رسید که دولت تحت فشار مجلس ناچار شد قوایی متشکل از سواران بختیاری و بریگارد قزاق را برای سرکوب ایشان بفرستد. شیخ محمود در این جنگ شکست خورده و به مجلس پناه می‌برد! مجلس نیز پس از مدتی او را به عدلیه تحویل می‌دهد تا به زندان بفرستند. وی یک شب قبل از به‌توپ‌بستن مجلس  توسط محمدعلی شاه از زندان آزاد می‌شود.